# Heinrich I. (Hessen)
Heinrich I. von Hessen (* 24. Juni 1244; † 21. Dezember 1308 in Marburg) war erster Landgraf von Hessen und Begründer des hessischen Fürstenhauses.
Heinrich, auch das Kind von Brabant genannt, war der Sohn des Herzogs Heinrich II. von Brabant und Sophie von Brabant, der Tochter des Landgrafen Ludwig des Heiligen von Thüringen und der heiligen Elisabeth.

## Leben

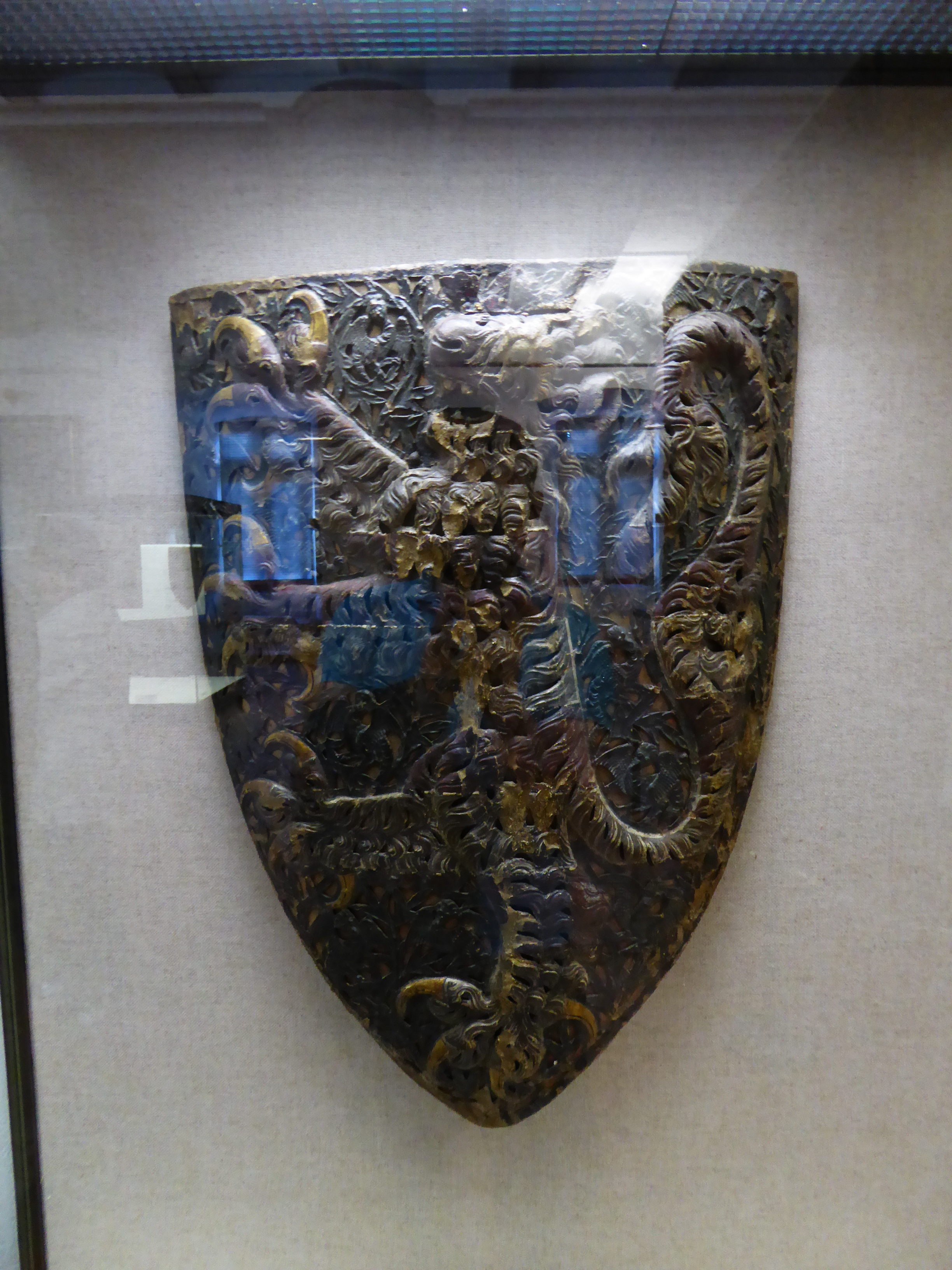
Schild Heinrichs; ausgestellt im Marburger Schloss

Nach dem Tod des letzten ludowingischen Landgrafen von Thüringen, Heinrich Raspe, brach der thüringisch-hessische Erbfolgekrieg (1247 bis 1264) aus. Heinrichs Mutter Sophie kämpfte als Nichte und nächste Erbin von Heinrich Raspe für ihren Sohn um das gesamte Erbe Thüringen-Hessen gegen den Wettiner Heinrich den Erlauchten von Meißen. Schon 1247 ließ sie Heinrich auf der Mader Heide und in Marburg zum Landgrafen ausrufen. Durch den Langsdorfer Vertrag von 1263 sicherte Sophie ihrem Sohn die hessischen Besitzungen der Ludowinger, die Heinrich von nun an unabhängig regierte. Diese Gebiete umfassten zu dieser Zeit die Region zwischen Wolfhagen, Zierenberg, Eschwege, Alsfeld, Grünberg, Frankenberg und Biedenkopf. Noch im gleichen Jahr erwarb Heinrich einen Teil der Grafschaft Gleiberg mit Gießen von dem Grafen Ulrich I. von Asperg († 1283) aus dem Haus der Pfalzgrafen von Tübingen. Er machte zunächst Marburg, dann ab 1277 Kassel zu seiner Residenz und nannte sich nun „Landgraf von Hessen“. Heinrich behauptete sich gegen den starken Einfluss der Mainzer Erzbischöfe in seinem Machtbereich. Er wurde von Mainz im Jahr 1274 geächtet, setzte sich aber spätestens ab 1280 gegen seinen Konkurrenten durch, als er bei Fritzlar ein Heer des Erzbischofs von Mainz, Werner von Eppstein, besiegte und damit den weiteren Gebrauch von erzbischöflichen Sendgerichten in landgräflichen Städten beendete.
Heinrich unterstützte König Rudolf I. von Habsburg in seinem Krieg gegen Ottokar von Böhmen und half ihm 1276 Wien zu erobern. Er gab seinen Anspruch auf das Erbe in Brabant nie auf, wie es sein voller Titel „Heinrich, geborener Herzog von Brabant und Lothringen, Landgraf zu Hessen“ verdeutlicht. Im Limburger Erbfolgestreit (1283 bis 1289) unterstützte er seinen Brabanter Neffen Johann I. gegen Geldern und Luxemburg.
Am 12. Mai 1292 trug er König Adolf von Nassau die Stadt Eschwege als Reichslehen an und erhielt sie und die Reichsburg Boyneburg sofort als erbliches Reichslehen zurück. Damit erwarb er die Reichsfürstenwürde, was seine Machtstellung in Hessen erheblich stärkte. Heinrich baute Kassel ab 1277 als Residenz aus und errichtete das Marburger Schloss. Durch geschickte Diplomatie kam er unter anderem in den Besitz von Sooden-Allendorf, Kaufungen, Witzenhausen, Immenhausen, Grebenstein, Wanfried, Staufenberg, Trendelburg und dem Reinhardswald. Die Herrschaft Bilstein an der Werra erwarb er durch Kauf im Jahre 1301.
Ab 1292 kam es zu Erbstreitigkeiten mit seinen Söhnen aus der ersten Ehe, da seine zweite Frau die erbliche Berücksichtigung ihrer eigenen Söhne verlangte. Dies führte zu Bürgerkriegen, die bis zum Tode Heinrichs andauerten. Heinrich starb im Jahr 1308 auf einer Reise nach Marburg und wurde dort in der Elisabethkirche beigesetzt.
Das Erbe wurde schließlich 1308 geteilt. Otto I. von Hessen aus erster Ehe erhielt das „Land an der Lahn“ mit Marburg und Johann von Hessen aus der zweiten Ehe erhielt Niederhessen mit Kassel. Da Johann schon 1311 starb, fiel Niederhessen danach ebenfalls an Otto.

## Familie
Heinrich heiratete am 10. September 1263 Adelheid von Braunschweig († 12. Juni 1274 in Marburg), Tochter des Herzogs Otto I. von Braunschweig-Lüneburg und der Mathilde von Brandenburg. Aus dieser Ehe stammten:
- Sophie (1264–1331), verheiratet mit Graf Otto I. von Waldeck
- Heinrich der Jüngere (1265–1298), verheiratet mit Agnes, Herzogin von Bayern
- Mechthild (1267–1332), verheiratet in erster Ehe mit Graf Gottfried VI. von Ziegenhain, in zweiter Ehe mit Graf Philipp III. von Falkenstein-Münzenberg
- Adelheid (1268–1317), verheiratet mit Graf Berthold VII. von Henneberg
- Elisabeth die Ältere (1269–19. Februar 1293), verheiratet mit Graf Johann I. von Sayn-Sponheim
- Otto I. (um 1272–1328), ab 1308 Landgraf von Oberhessen und ab 1311 auch von Niederhessen

Nach Adelheids Tod heiratete er um 1275 Mechthild von Kleve († 21. Dezember 1309), Tochter von Dietrich V./VII. Graf von Kleve. Mit ihr hatte er folgende Kinder:
- Elisabeth die Mittlere (1276–1306), verheiratet in erster Ehe mit Herzog Wilhelm von Braunschweig-Wolfenbüttel (1270–1292); in zweiter Ehe mit Graf Gerhard V. von Eppstein.
- Agnes (1277–1335), verheiratet mit Burggraf Johann I. von Nürnberg-Zollern
- Johann (1278–1311), Landgraf von Niederhessen, verheiratet mit Adelheid von Braunschweig-Göttingen
- Ludwig (1282–1357), 1310 Bischof von Münster
- Elisabeth die Jüngere (1284–1308), verheiratet mit Graf Albert II. von Görz-Lienz[2]
- Katharina (1286–1322), verheiratet mit Graf Otto IV. von Orlamünde
- Jutta (1289–1317), verheiratet mit Herzog Otto von Braunschweig-Göttingen